# 1984年ロサンゼルスオリンピックのベネズエラ選手団
1984年ロサンゼルスオリンピックのベネズエラ選手団（1984ねんロサンゼルスオリンピックのベネズエラせんしゅだん）は、1984年7月28日から8月12日にかけてアメリカ合衆国のロサンゼルスで開催された1984年ロサンゼルスオリンピックのベネズエラ選手団、およびその競技結果。

## 概要
今大会は銅メダル3個、合計3個のメダルを獲得した。

## メダル
| メダル | 選手名             | 競技 | 種目               |
| ------ | ------------------ | ---- | ------------------ |
| 銅     | ラファエル・ビダル | 競泳 | 男子200mバタフライ |